# Mosteiro (Oleiros)
Mosteiro ist eine Gemeinde (Freguesia) im portugiesischen Kreis Oleiros. In ihr leben 260 Einwohner (Stand 19. April 2021).